# John Pareanga
John Pareanga (ur. 2 października 1980 na Wyspach Cooka) – piłkarz z Wysp Cooka grający na pozycji obrońcy w tamtejszym Matevera Rarotonga.
Od 1997 roku jest zawodnikiem Matevera Rarotonga. Jest wychowankiem tego klubu.
W reprezentacji Wysp Cooka zadebiutował w 1998 roku, wchodząc z ławki dla rezerwowych. Pierwszego gola w reprezentacji Wysp Cooka Pareanga strzelił podczas el. do MŚ 2006 15 maja 2004 w przegranym 2:1 meczu z reprezentacją Tonga. Dotychczas w 18 meczach w reprezentacji strzelił 2 gole.